# Производные киберпанка
Производные киберпанка — поджанры фантастической литературы, которые возникли в связи с киберпанком или вопреки ему. Они отражают подобный киберпанку или иной мир, ориентированный на различные временные периоды и социальное устройство. С возникновением термина «киберпанк» в 1980-е годы начали появляться слова с корнем «-панк-» для обозначения новых, возникших или возможных поджанров научной фантастики. Ключевыми для панковых жанров являются дегуманизация и классовая борьба на фоне рывка в развитии технологий.
Наиболее известная производная стимпанк определяется как «вид технологического фэнтези», и все прочие в этой категории включают аспекты научной фантастики и исторического фэнтези. Понятием таймпанк (от англ. time — «время») объединяются те поджанры, которые моделируют мир максимального уровня развития технологий какой-либо реальной исторической эпохи и отличные от привычных законы социума. Реальность многих произведений при этом не является в прямом смысле альтернативно-исторической; действие их, скорее, происходит в нашем мире, но с криптоисторическим допущением бытования тех или иных фантастических технологий или утрированных практик.

## Хронологические (ретрофутуристические производные)
Многие производные киберпанка ретрофутуристические, основанные либо на футуристических видениях прошлых эпох — особенно на технологиях первой и второй промышленной революций, либо на преувеличенных результатах существовавших в прошлом технологий.

### Стоунпанк (каменный век + механизмы)
Стоунпанк (англ. stonepunk: stone — камень) описывает мир каменного века, где герои живут в период неолитической революции и сооружают функциональные изобретения из пригодных для своего времени материалов.
Примеры: мультсериалы «Флинтстоуны» (1960—1966) и «Первобытный» (2019), фильм Роланда Эммериха «10 000 лет до нашей эры» (2008); книги Эдгара Берроуза «Back to the Stone Age» и «The Land that Time Forgot», манга Риитиро Инагаки Dr. Stone, серия книг Джин М. Ауэл «Дети Земли» и экранизация одной из них «Клан пещерного медведя».

### Древопанк (механизмы из дерева)
Древопанк (англ. Woodpunk: wood — дерево) — сеттинг, в котором устройства и механизмы изготовлены почти целиком из дерева. Жанр характеризуется использованием древесины как основного материала для создания техники и механизмов.
Примеры: ярким представителем данного жанра является игра «Last Oasis», где шагуны вдохновлены кинетическими скульптурами от Янсен Тео.

### Сандалпанк (античность + механизмы Герона)
Сандалпанк (англ. sandalpunk: sandal — сандалий) — мир на технологиях Античности бронзового и железного веков. Могут фигурировать в произведении исторические или мифические изобретатели (Архимед, Герон Александрийский, Гефест, Дедал), аппараты и механизмы эпохи (эолипил, антикитерский механизм).
Примеры: «300 спартанцев» (2006), «Астерикс и Обеликс миссия „Клеопатра“» (2002), мультфильмы «Геркулес» (1997) и «Атлантида: Затерянный мир» (2001), сериал «Зена — королева воинов», серия игр «God of War (исключая God of War (2018))».

### Клокпанк (Возрождение + часовые механизмы)
Клокпанк (англ. clockpunk: clock — часы) основан на технологии, науке эпохи Возрождения и барокко (ок. 1400—1700 годы), когда вместо силы пара используются заводные механизмы. Вдохновением служат проекты Леонардо да Винчи. Главными героями выступают придворные инженеры, часовщики, куртизанки, гвардейцы, автоматоны. Термин предложен системой ролевых игр GURPS.
Примеры: книга «Whitechapel Gods» канадского писателя Шона Петерса (2008), роман «Mainspring» Джей Лейка, «Ангел Паскуале» Пола Дж. Макоули; фильм 2011 года «Мушкетёры»; комикс Нила Геймана «1602», серия игр «Syberia», аниме: «Механическая Планета».

### Миддлпанк (средневековье + технологии)
Миддлпанк (англ. middlepunk: Middle Ages — Средние века) — мир на технологиях Средневековья. Также имеет названия Candlepunk (англ. candle — подсвечник), Castlepunk (англ. castle — за́мок), Dungeonpunk (англ. dungeon — темница) с добавлением магии, Plaguepunk (англ. plague — чума).
Примеры: Конни Уиллис «Книга Страшного суда», некоторые части видеоигры «Assassin’s Creed», стелс-игра «Thief: The Dark Project» (1998).
- Свордпанк (англ. swordpunk: sword — меч) — смесь средневековой феодальной культуры и кибернетических элементов, таких как искусственный интеллект и робототехника[17]. Примеры: компьютерные игры «Doom: The Dark Ages» (2025); Kenshi (2018)[18]; «A Planet Called Treason» (1979) Орсона Скотта Карда, «Дюна» (1965) Фрэнка Герберта[17], «Принцесса стоит смерти» (1996) Сергея Лукьяненко.

### Стимпанк (XIX в. + паровые машины)

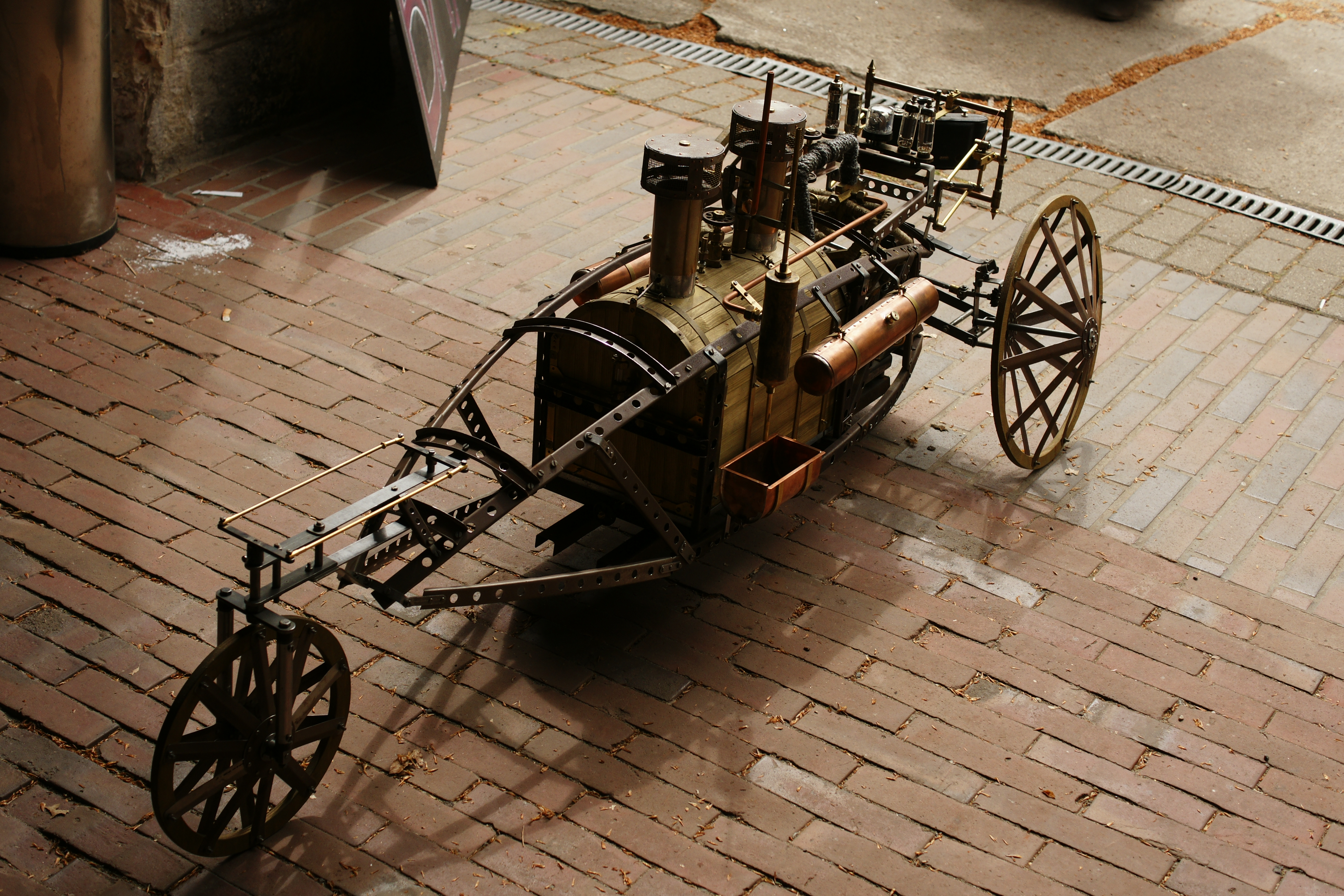
Художественный фестиваль стимпанка в Германии 2014 года

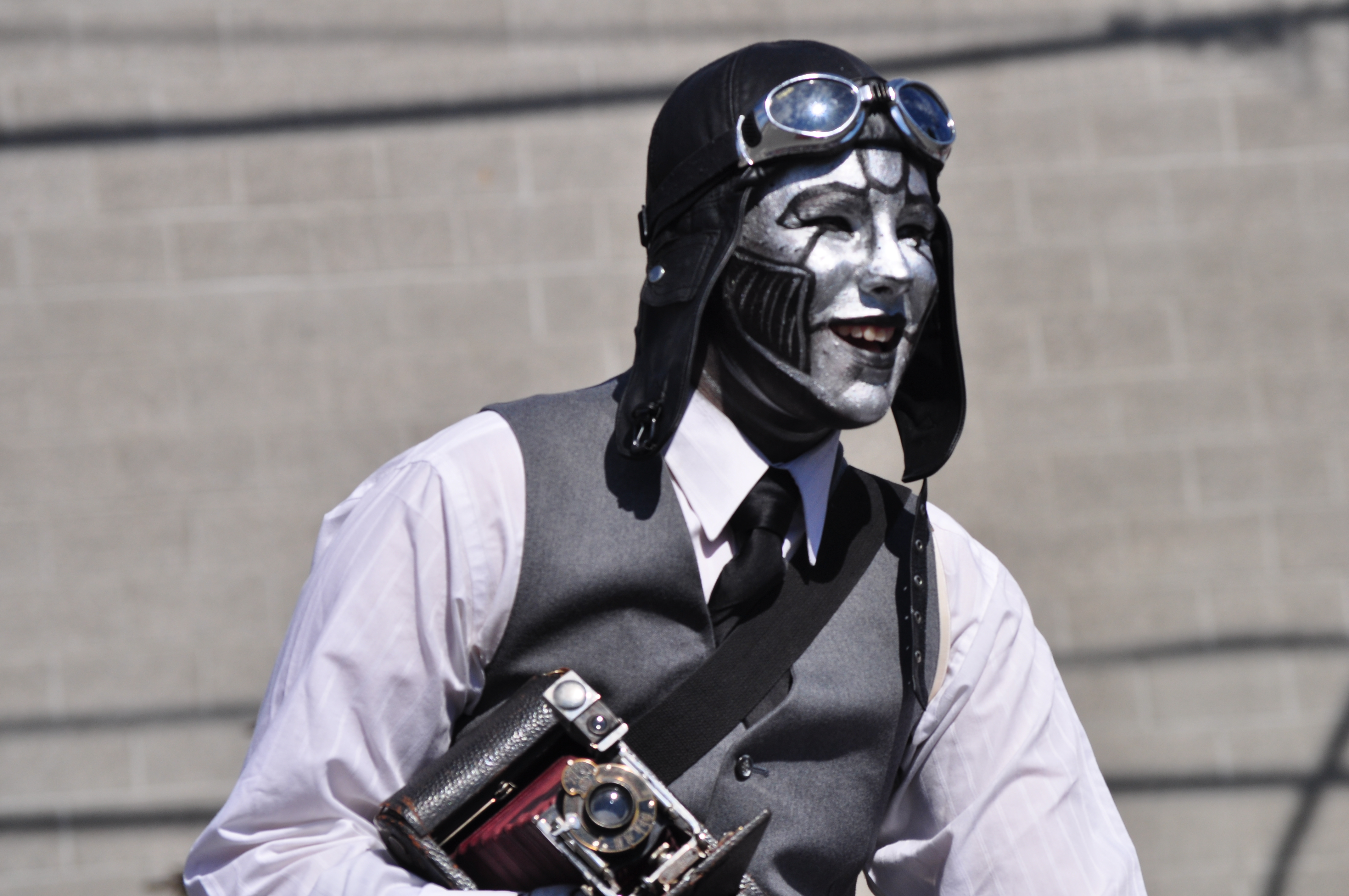
Fremont Solstice Parade, Сиэтл, штат Вашингтон, США. 22 июня 2013

Стимпанк, паропанк (от англ. steampunk: steam — пар) основан на стилизации под индустриальный исторический мир XIX — начала XX веков (ок. 1820—1910 годов), преимущественно викторианскую Англию, где технология паровых машин доведена до совершенства и используется повсеместно.
Примеры: «Машина различий» У. Гибсона и Б. Стерлинга, трилогия Скотта Вестерфельда «Левиафан», «Ночь Морлоков» Кевина Джетера, «Бомба королевы Виктории» Рональда Кларка, «Машина пространства» Кристофера Приста, «Врата Анубиса» Тима Пауэрса, «Гомункулус» Джеймса Блейлока, «Да здравствует трансатлантический тоннель, ура!» Гарри Гаррисона; фильм 2003 года по комиксам «Лига выдающихся джентльменов», «Хроники хищных городов» Кристиана Риверса (по книге «Смертные машины» Филипа Рива), «Молли Блэкуотер» Ника Перумова.
Отдельными поджанрами стимпанка называют:
- Романтизм газовых фонарей (англ. Gaslight Romance) — поджанр стимпанка с уклоном в альтернативную историю и романтизацию Викторианской эпохи. Пример: сборник «Тени над Бейкер-стрит[англ.]» (2003) Майкла Ривза и Джона Пелана[24].
- Бойлерпанк (англ. Boilerpunk) — ответ рабочего класса на аристократический стимпанк. Основан на использовании лопаты, угля и пара.
- Маннерпанк (англ. Mannerpunk) — поджанр стимпанка, где рассматривается сложная социальная иерархия между персонажами, часто в контексте бесконечных танцев и вечеринок.
- Теслапанк (англ. Teslapunk) описывает мир технологий, созданных на основе работ по электричеству Николы Теслы[25]. Дополняет мир стимпанка, дизельпанка, атомпанка, эльфпанка или научной фантастики. Произведения: фильм «Престиж» (2006), телесериал «Хранилище 13» (2009—2014), игры «Unhallowed Metropolis»[6] и «Dishonored».
- Вестерн-стимпанк (англ. Western steampunk) использует паровые технологии в стилистике Дикого Запада[19]. Примеры: «Половинный мир[англ.]» (2010) Феликса Гилмана[англ.][24], «Паровой человек в прериях» Эдварда Эллиса, фильм и сериал «Дикий, дикий Запад».
- Нерфпанк (англ. Nerfpunk: от бластеров «Nerf») — поджанр стимпанка с характерными для стимпанка костюмами, но ярких, контрастных расцветок. Образ непременно дополняется игрушечными бластерами «Nerf»[26].

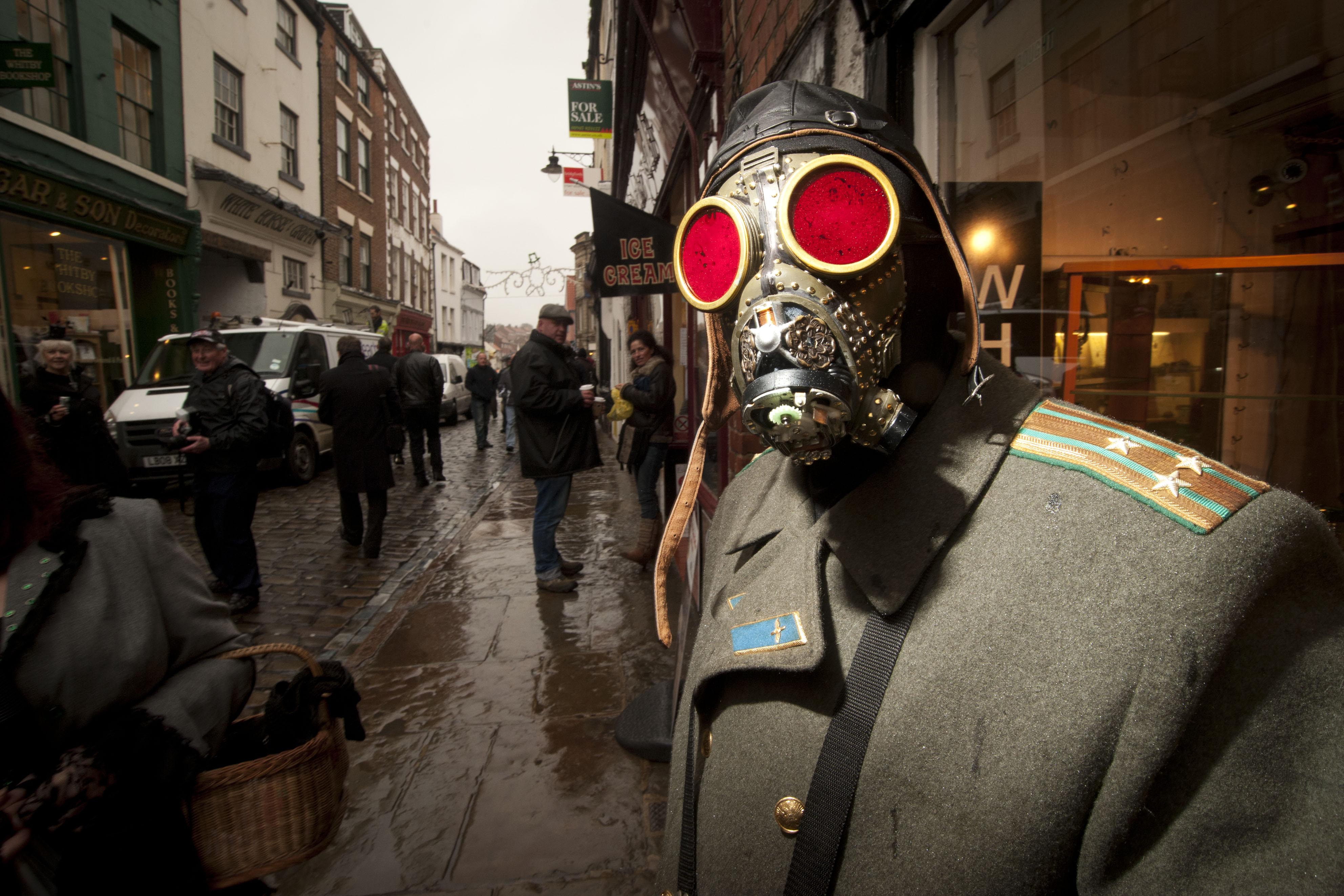
Whitby Gothic Weekend 2011 года

### Дизельпанк (1920–50-е + дизельные двигатели)
Дизельпанк опирается преимущественно на мир времён 1930—1940-х годов с основным источником энергии — дизельным двигателем, антуражем ар-деко и фильмов нуар. В ряде произведений временные границы дизельпанка могут охватывать 1920—1950-е годы.
Произведения: роман «Ghosts of Manhattan» Дугласа Бранта, серия книг «Mortal Engines» Филипа Рива, рассказ Михаила Харитонова «Конец прекрасной эпохи»; фильмы «Бразилия» (1985), «Небесный капитан и мир будущего» (2004), «Шпион» (2012). Видеоигры «серия Wolfenstein» начиная с Wolfenstein: The New Order.
- Декопанк (англ. Decopunk от фр. art déco — «ар-деко») — поджанр дизельпанка, развивающийся в архитектурном направлении ар-деко и позднего модерна (ок. 1920—1950 годы). Примеры: фильм «Метрополис» (1927), мультсериал Бэтмен (1992) включает также элементы неонуара, видеоигра «Bioshock»[27].
- Флэпперпанк (англ. Flapperpunk от флэппер) ограничивается временем и антуражем ревущих двадцатых[26].
- Бластерная готика (англ. Raygun Gothic) — ретрофутуризм на основе ар-деко и современных стилей. Термин придуман Уильямом Гибсоном[22]. Обычно события разворачиваются в космосе, параллельных вселенных, отражаются инопланетные искусства, технологическая психоделия, нестандартная «наука», альтернативная или искажённая реальность[29]. Предшествуя атомпанку, бластерная готика эксплуатирует космическую тему, но без атомной энергии, а будучи по настроению мрачной и жуткой приближена к стимпанку, дизельпанку и теслапанку[30]. Примеры: «Звёздный путь: Оригинальный сериал» (1966-69), комиксы «The Manhattan Projects» (2012—2015), комиксы о Баке Роджерсе и Флэше Гордоне (до 1939 года), игра Space Channel 5.

### Атомпанк (1950–70-е + ядерные технологии)
Атомпанк (англ. Atompunk, atomicpunk) моделирует мир технологического развития 1945—1973 годов, атомного века, коммунизма, совершенствования летательных аппаратов, освоения космоса. Популярны сталинская архитектура, гуги, комиксы, независимый кинематограф, хиппи. Поднимаются вопросы противостояния сверхдержав, аварии на Чернобыльской АЭС, космической гонки.
Примеры: серия игр «Fallout», фильм «Зомби по имени Фидо» (2006).

### Формикапанк (1980–2000-е + аналоговая электроника)
Формикапанк (англ. formicapunk, cassete futurism) показывает мир конца XX — начала XXI века (1973—2006), эпоху распространения цифровых технологий и формирования современной поп-культуры. Основные технологии: магнитные носители информации (кассеты и дискеты), примитивные цифровые технологии (8—32-х битные компьютеры малой мощности), лазерные технологии (от проигрывателей дисков до оружия и передачи информации), робототехника и кибернетика. Стилизован кассетный футуризм под эстетику технонеоновых восьмидесятых, иногда девяностых и начала нулевых, популярны синтвейв и ретровейв, культура аркадных автоматов, а также характерный дизайн техники (угловатость машин и компьютеров). В целом данный панк является устаревшей и наивной версией киберпанка, поэтому в нём поднимаются те же проблемы, что и в киберпанке, а также затрагивается тема стремительной цифровизации общества. Но в последнее время формикапанк позиционируется в качестве отдельного жанра панка.
Примеры: фильмы «Солярис», трилогия «Назад в будущее» (особенно вторая часть), «Дознание пилота Пиркса», сериалы «Маньяк», «Очень странные дела», аниме «Евангелион», «Акира», «Ковбой Бибоп», игры «Cyberpunk 2077», «Far Cry 3: Blood Dragon», «Yuppie Psycho», «Zenless Zone Zero», франшизы «Чужой», «Робокоп».

## Футуристические производные
Представления о мире будущего могут строиться в его последовательном мирном развитии, либо вследствие войн и катастроф. Постапокалиптический мир выступает, скорее, пародией по отношению к более широко распространённым сюжетам на темы социального и технологического упадка.

### Наупанк
Наупанк (англ. nowpunk: now — «сейчас», «сегодня») был создан для определения жанра книги Брюса Стерлинга «The Zenith Angle», в которой жизнь героя-хакера меняется после атак 11 сентября 2001 года. В данном поджанре моделируется мир, аналогичный современности по уровню развития. Ключевую роль в сюжете играют современные технологии и гик-культура и их влияние на жизнь персонажей произведения. Часто сюжет строится вокруг системы слежения. Яркие представители жанра: Watch Dogs, Person of Interest, APB, Lycoris Recoil, Battle Programmer Shirase. Брюс Стерлинг назвал жанр «Тенденцией, среди стареющих киберпанков»:
Моя следующая книга — технотриллер «Зенитный угол, ближайшее будущее». — это научно-фантастический роман, действие которого происходит не в будущем. Гибсон делает это тоже. Это тенденция среди стареющих киберпанков. Это не киберпанк, это не стимпанк, это NOWpunk.

## Технологические жанры

### Посткиберпанк (развитие классики)
Посткиберпанк (англ. Postcyberpunk) опровергает прежние представления об ужасах будущего, описывает техническое развитие общества ближайшего будущего и происходящие при этом процессы не так мрачно, как это преподносится киберпанком, изобилует политической и социальной сатирой, нередко высмеивает каноны самого киберпанка.
Примеры: японский аниме-сериал «Призрак в доспехах: Синдром одиночки» (2002); роман Владимира Войновича «Москва 2042»; фильм «Искусственный разум (фильм)» (2001).
- Гринпанк (англ. greenpunk: green — «зелёный») или Соларпанк (Solarpunk[39]: лат. solar — «солнечный») описывает мир торжества чистых технологий в гармонии с природой[40]. Примеры: "Transhumanism Inc.", "KGBT+".
- Киберпреп (англ. cyberprep: «cyber-» — «кибернетика» и «preppy» — «преппи») представляет утопическую, мирную жизнь киберпанка[41]. Технологии направлены на улучшение внешнего облика и досуга людей. Пример: книга «Уродина» (2005) американо-австралийского писателя-фантаста Скотта Вестерфельда, фильм «Она» (2013).
- Бирчпанк, Берёзопанк (англ. birchpunk: birch — берёза) — стиль созданный одноимённым каналом на YouTube[42], совмещающий в себе идеологию, ментальность и быт российской глубинки с высокими технологиями киберпанка.  Пример: сериалы «Кибердеревня» (2023), «Лучше чем люди» (2018-2019), «Кибер Иван» (2023), «Оливье и роботы» (2022-2023); мультсериал  «Осторожно, Киберземляне» (2021), работы веб-художника Евгения Зубкова[43]

### Биопанк (генная инженерия)

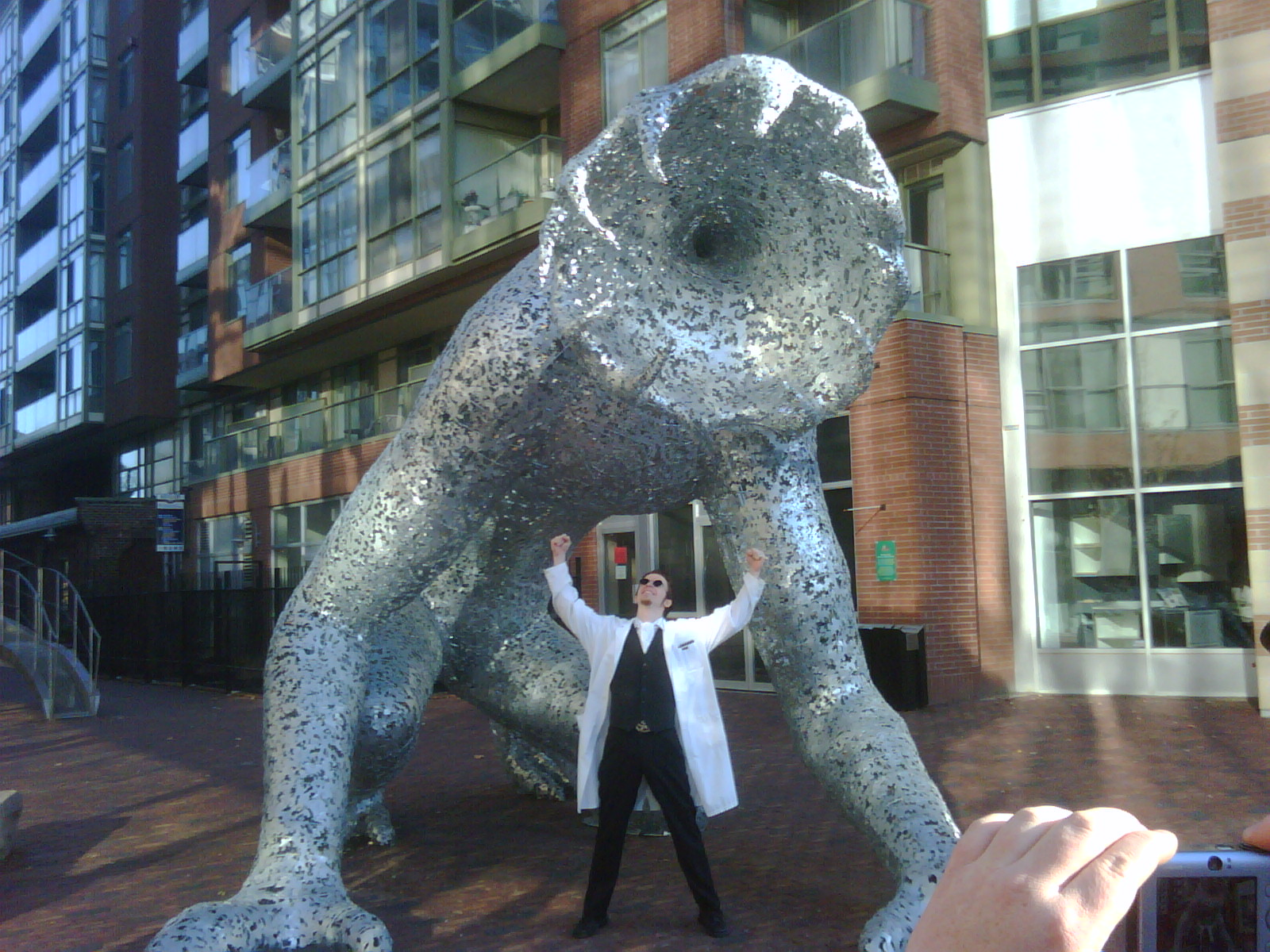
Викторианский Дистиллери (район) в Торонто, Канада

Биопанк (англ. biopunk: biology — «биология») или Генпанк (англ. genepunk) — направление в научной фантастике, посвящённое социальным и психологическим аспектам использования генной инженерии и применения биологического оружия.
Примеры: «Священный огонь» (1996) Брюса Стерлинга, «Рибофанк» (1996) Пола Ди Филиппо, «Заводная» (2009) Паоло Бачигалупи, BioShock 1 и 2, серия игр Resident Evil, визуальная новелла Athanasy.

### Нанопанк (нанотехнологии)
Нанопанк (англ. Nanopunk) — направление в научной фантастике, посвящённое социальным и психологическим аспектам применения нанотехнологий. Изображается возможное будущее, в котором активно применяются нанотехнологии.
Примеры: «Алмазный век» (1995) Нила Стивенсона, «Эволюция вверх ногами» Станислава Лема, игра Периметр (игра).

### Утильпанк (мир из мусора)
Утильпанк (англ. Salvagepunk) показывает антиутопический, постапокалиптический мир с новым взглядом на старые вещи, ценность которых определяется не деньгами, а функциональностью и подвластностью переделке. В этом поджанре отразились проблемы современности — перенаселение, общество потребления, социальное расслоение, экология и переработка отходов. Утильпанк изображает поляризованный мир, где ложные мечты о ярком будущем часто строятся за счёт самых обездоленных и бесправных на фоне кризиса и надвигающейся катастрофы. Мир не оканчивается масштабной трагедией (ядерным взрывом, вторжением инопланетян, природной катастрофой), но рушится медленно, обнажая истощение Земли. При этом, прослеживается утопическая идея — надежда на возможность восстановить разрушенный мир с помощью оставшихся от него осколков и мусора.
Примеры: «GUNNM» (1991), «Рельсы» (2013) Чайны Мьевиля, «Пикник на обочине» братьев Стругацких; трилогия «Безумный Макс», «Водный мир» (1995), фильмы «Взлётная полоса» (1962), «12 обезьян» (1995), «Жилая комната» (1969), «Судный день» (2008), «ВАЛЛ-И» (2008), «Кин-дза-дза!»(1986) «Machinarium» (2009), Crossout (2017), Записки мёртвого человека (1986).
- Реликтпанк (англ. Relictpunk, от лат. relictum — «остаток, оставленное») — поджанр спекулятивной фантастики, сочетающий архаичные технологии, забытые устройства и артефакты неизвестного происхождения с рационально выстроенными принципами функционирования. В реликтпанке объекты кажутся мистическими, но имеют рациональную природу, позволяя создавать, модифицировать или переосмыслять их. Мир часто основан на симбиозе забытых знаний, частично восстановленных практик и адаптированных «реликтовых» технологий. Жанр близок к мифпанку и стимпанку, иногда включает черты биопанка, но делает акцент именно на работу с уцелевшим и забытым — реликте, как ядре для повторного запуска развития. Примеры: аниме «Made in Abyss», игра «Hyper Light Drifter».

## Социально-политические жанры

### Советпанк (альтернативный техно-СССР)
Советпанк, соцпанк изображает мир победившего/побеждающего коммунизма в антураже советской эпохи (преимущественно 1960—1970-х годов) с отрицательными или положительными последствиями развития по усмотрению автора. Типичными героями выступают работник, студент, учёный, добивающиеся всего собственными силами и знаниями, а также вымышленный супер-герой Красный Плащ. Примеры: телесериал «Чернобыль: Зона отчуждения» (2014—2019), игры «Atomic Heart», S.T.A.L.K.E.R., «Singularity» (2010), «Command & Conquer: Red Alert», «Communism Muscle Cars: Made in USSR» (2017), «Красный космос» (2007); аниме «Первый отряд»; работы участников проекта «СССР-2061».

### Либерпанк (гиперкапитализм)
Либерпанк (от liberalism + punk) описывает антиутопический мир гипертрофированного западного образа жизни с антиглобалистскими и антилиберальными настроениями.
Примеры: «Конец истории» Фрэнсиса Фукуямы, «На следующий год в Москве» (1993) Вячеслава Рыбакова, «Война за „Асгард“» Кирилла Бенедиктова, «Убить Миротворца» Дмитрия Володихина, «Московский лабиринт» Олега Кулагина, повести и рассказы Михаила Харитонова.

### Царьпанк (техно-монархия)
Царьпанк (англ. Tsarpunk) — фантазия, основанная на эстетике, культуре, политике и социальной структуре России и славянского мира, обычно периода царизма XVIII—XIX веков. Термин предложен писательницей Ли Бардуго для характеристики своих книг о вселенной Гришаверс.
Примеры: романы Ли Бардуго и их экранизация «Тень и кость» 2021 года, советский фильм «Раз, два — горе не беда! (1988)», игра Indika, сериал "Фандорин. Азазель".

## Культурные производные

### Афропанк (афрофутуризм)
Афропанк (англ. Afropunk от Afro) представляет мир где традиционная африканская культура и племенной стиль смешаны с технологиями и развитием.
Примеры: фильм "Чёрная пантера", Вырезанная Африканская Империя из Command & Conquer: Generals

### Силкпанк (восточная механика)
Силкпанк (англ. Silkpunk: silk — шёлк) определяет альтернативный мир с уклоном в восточно-азиатскую культуру. Отличительными чертами являются боевые воздушные змеи, дирижабли из шёлка и бамбука с пернатыми пропеллерами, собиратели трав, боги и духи азиатского пантеона. Термин предложил Кен Лю.
Примеры: «The Grace of Kings» Кена Лю, «The Red Threads of Fortune» и «The Black Tides of Heaven» Ю Янг, «Three Feet of Snow in Jinyang» Чжана Рана, «Небесные вопросы» Ричарда Гарфинкла.

### Юртпанк (технологии центральной и юго-восточной Азии)
Юртпанк (англ. Yurtpunk: yurt — Юрта) он же Степпанк представляет альтернативный мир основанный на культуре Арабских Стран, Монгольской империи и Кочевых народов с высоко развитыми технологиями. Местный мир бесконечная степь, люди в ней бесконечно кочуют и ведут войны. Иногда могут присутствовать элементы фэнтези и мифологии. 
Примеры: игра "Cradle", Ханы и Великие Ханы из серии игр "Fallout"

### Витпанк (ирония, юмор, сатира)
Витпанк (англ. Witpunk: wit — остроумие, юмор с ироническим оттенком) описывает фантастические произведения с юмористическим, сатирическим или ироническим уклоном. Термин предложен в сборнике «Витпанк» редакторами Клодом Лалюмьером и Марти Халперном в 2003 году. В предисловии авторы признались, что идея зародилась в июне 2001 года после замеченного на форуме восклицания «Когда чтение научно-фантастической литературы перестало быть забавным?». Чтобы доказать обратное, Лалюмьер и Халперн составили сборник из 26 произведений разных авторов.

### Карнипанк (карнавал, иллюзии, фрик-культура)
Карнипанк (англ. Carniepunk от «карнавал») концентрируется на мире карнавалов, бродячих артистов, иллюзий на грани магии.
Пример: сборник рассказов «Carniepunk».

### Сплаттерпанк (хардкорный хоррор, насилие, провокация)
Сплаттерпанк (англ. Splatterpunk: splatter — брызги) — это жанр, фокусирующийся на откровенной жестокости, насилии и кровавых сценах, часто с элементами чёрного юмора. Он активно развивался в литературе, кино и видеоиграх, акцентируя внимание на шокирующих и провокационных моментах, наполненных преувеличенным насилием. Родоначальником жанра является Клайв Баркер.
Примеры: «Ghoul» Майкла Слейда, «The Kill Riff» Дэвида Шоу. Игры: Splatterhouse, Manhunt, Friday the 13th: The Game, Postal 2.

## Пространственные

### Скайпанк (воздушные технологии)

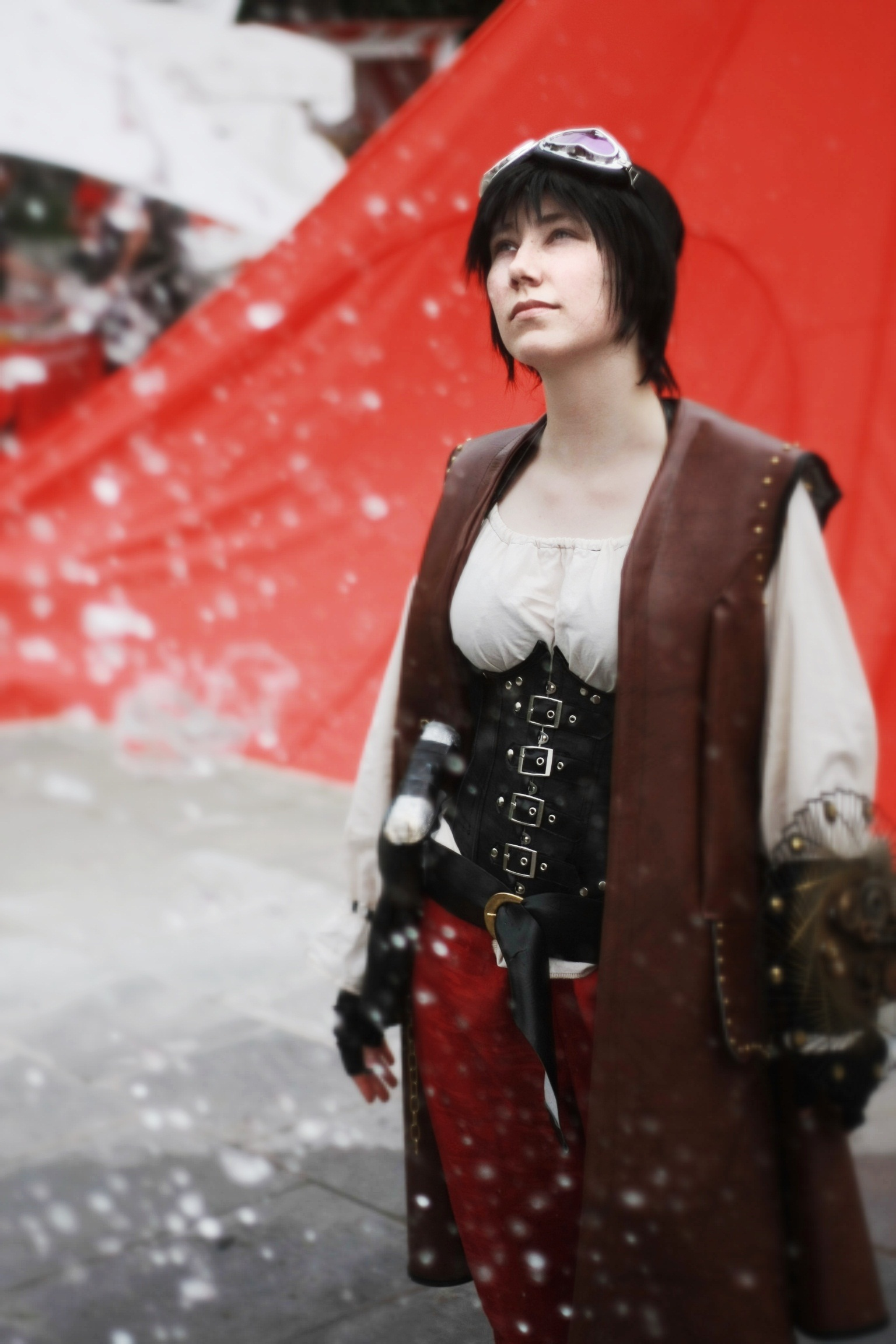
Косплей небесного пирата Lady Hawk

Скайпанк (англ. Skypunk: sky — небо) — произведения, действие которых связано с приключениями в небе на различных воздушных судах, среди небесных островов.
Примеры: аниме «Небесный замок Лапута», «Приключения Боско», «Last Exile», мультфильмы «Планета сокровищ», Охотники на драконов, «Герои Энвелла» игры «Bioshock: Infinite», «Black Skylands», «Guns of Icarus Online», «Skies of Arcadia» циклы «Воздушные пираты» Криса Риделла и Пола Стюарта, книга «Смертные машины» Филипа Рива, истории «Кэтти Джей» Криса Вудинга, «Небесный скиталец» Кеннета Оппеля.

### Аквапанк (океанпанк, морская техноэкология)
Аквапанк (англ. Aquapunk: aqua — вода) или океанпанк (англ. Oceanpunk: ocean — океан) (не путать с Сипанк, связанным с эстетикой морской моды) — жанр научной фантастики, основанный на технологиях, используемых для исследования, колонизации и освоения морских глубин, а также на отношениях человечества с морем и океаном.
Жанр включает подводные города, плавучие поселения, биотехнологии и экологические аспекты взаимодействия человека с водной средой, вопросы выживания и устойчивого развития. Часто в аквапанке/океанпанке важную роль играют биоинженерия и симбиоз с морской природой, а также отражение экологических вызовов и последствий климатических изменений — затопления территорий, дефицита пресной воды и формирования новых экосистем.
Визуально жанр характеризуется сочетанием биолюминесценции, металлических и органических форм, переплетением технологии и природы.
Примеры: книга «Двадцать тысяч лье под водой», фильмы «Бездна (фильм, 1989)», «Глубокое синее море (фильм, 1999)», мультсериал «Морлаб 2020» и его пародия «МорЛаб 2021», игры «Bioshock», «Subnautica», «Barotrauma», «Critical Depth», «Морские титаны».

### Мультивёрспанк (параллельные миры и мультивселенные)
Мультивёрспанк (англ. Multyversepunk) — произведение, в котором путешествия в другие миры являются нормой для главного героя. Способов развития событий бесконечно много от путешествия по вариантам одного мира с разными вмешательствами в его историю до миров с абсолютно разными условиями или пересечений со вселенными, в точности (или нет) пересказывающими какой-нибудь сюжет.
Примеры: мультсериал «Рик и Морти», мультсериал «Приключения Пети и Волка», игры The Longest Journey, Dreamfall: The Longest Journey, Dreamfall Chapters. Сериал Скользящие.

## Фэнтезийные производные

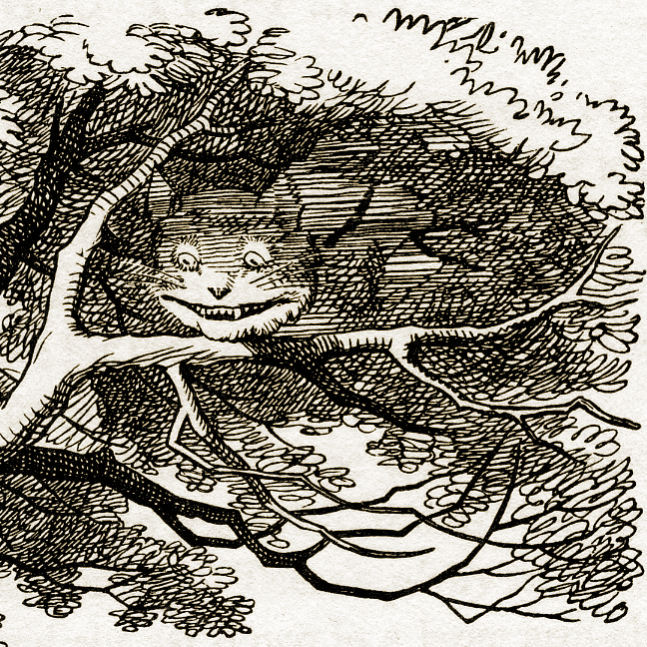
Исчезающий Чеширский Кот из книги Кэролла «Алиса в стране чудес». Рисунок Джона Тенниела

### Эльфпанк (городское фэнтези с магическими расами)
Эльфпанк (англ. elfpunk: elf — эльф) — поджанр городского фэнтези, где с паровой машиной и прочими технологиями Европы XIX века уживаются магия и фэнтезийные расы: гномы, орки, эльфы.
Примеры: игра Arcanum, роман Алексея Пехова «Пересмешник», повесть Сергея Лукьяненко и Ника Перумова «Не время для драконов», книги американской писательницы Холли Блэк.

### Манапанк (магия как энергия для технологий)
Манапанк (англ. Manapunk от «мана») — поджанр технофэнтези, в котором магия используется как вид топлива с высоким КПД, приводящим в движение различные механизмы.
Примеры: игра Аллоды Онлайн, Thaumcraft (модификация для игры Minecraft)

### Эфирпанк (магия и алхимия с элементами научной фантастики)
Эфирпанк (англ. Aetherpunk от Эфир) — поджанр фэнтези, сочетающий элементы научной фантастики и высокого фэнтези. В эфирпанке используются магия, алхимия, зачарованное оружие, броня и машины, иногда огнестрел.
Примеры: сериал Arcane.

### Мифпанк (мифология, фольклор, постмодернизм)
Мифпанк (англ. mythpunk) совмещает фольклорные, мифические штампы с постмодернистскими фантастическими особенностями. Термин в 2006 году предложила Кэтрин М. Валенте, выпустив цикл книг «Сказки сироты». Автор использует мифологических персонажей для развития художественного замысла, а не пересказывает мифы. Выражается и в прозе и в поэзии.
Примеры: повесть «Понедельник начинается в субботу», книги Екатерины Седиа, Нила Геймана, Адама Кристофера, Джона Кроули, Амаля Эль-Мохтара, Роуз Лемберг, Шветы Нараян.

### Дримпанк (сны, мифология, алхимия)
Дримпанк (англ. dreampunk: dream — сон, мечта (фантазия)) концентрируется на алхимической силе сновидений и исследовании контркультур. Испытывает влияние классических литературных жанров (например, магический реализм), мифологии, процесс-ориентированной психологии, архетипов Юнга и шаманизма. Дримпанк вдохновляется «логикой сновидений» или сказочной реальностью. Повествование многоуровневое, отчего может интерпретироваться поверхностно либо же пугать архетипическими ссылками на алхимию, оккультизм и психоанализ.
Примеры: фильмы Дэвида Линча.

### Ститчпанк (живые куклы)
Ститчпанк (англ. Stitchpunk: stitch — стежок) показывает мир, где главными действующими лицами являются живые куклы. Жанр появился после выхода мультфильма «Девятый» (2009) Шейна Экера.
Другие примеры: фильм «Нити», мультфильмы «Кошмар перед Рождеством» (1993), «Коралина в Стране Кошмаров» (2009), «Франкенвини» (2012), аниме «Rozen Maiden», игры «LittleBigPlanet» «Showdown Bandit», настольная ролевая игра «Nechronica».

## Прочие производные

### Гибридпанк
Гибридпанк (англ. Gibridpunk) — смесь двух или более производных киберпанка. То есть в мире одной составляющей культура и технологии развились до уровня другой составляющей (например: стимпанк на летающих островах аэропанка, киберпанк-технологии во снах или гринпанк с существами эльфпанка); Или же две (или больше) культуры разных производных существуют совместно (или изолированно), но никак не смешиваются.
Примеры: игры The Longest Journey, Dreamfall: The Longest Journey, Dreamfall Chapters.